# Seahorse
Seahorse är ett berg i Antarktis. Det ligger i Östantarktis. Nya Zeeland gör anspråk på området. Toppen på Seahorse är 1 094 meter över havet.
Terrängen runt Seahorse är varierad. Trakten är obefolkad. Det finns inga samhällen i närheten.